# Ayesha (rivière)
Ayesha est une rivière intermittente de l'est de l'Éthiopie. Son bassin hydrographique fait partie du Rift est-africain.

## Aperçu
Le ministère des ressources en eau éthiopien classe la zone de drainage de l'Ayesha parmi les douze principaux bassins du pays, avec une superficie de 2 223 kilomètres carrés, bien qu'elle manque de tout débit mesurable.